# د. هوارد دون
د. هوارد دون (بالإنجليزية: D. Howard Doane)‏ هو كاتب أمريكي، ولد في 30 يوليو 1883 في الولايات المتحدة، وتوفي بنفس المكان في 19 فبراير 1984.